# Liste der denkmalgeschützten Objekte in Pama
Die Liste der denkmalgeschützten Objekte in Pama enthält die 4 denkmalgeschützten, unbeweglichen Objekte der Gemeinde Pama im Bezirk Neusiedl am See im Burgenland in Österreich.

## Denkmäler
| Foto |                 | Denkmal                                                             | Standort                                     | Beschreibung | Metadaten |
| ---- | --------------- | ------------------------------------------------------------------- | -------------------------------------------- | --- | --- |
| ja   | Datei hochladen | Bildstock, Maria Immaculata HERIS-ID: 10143 Objekt-ID: 6196         | Deutsch Jahrndorfer Straße Standort KG: Pama | Der Bildstock steht an der Straße nach Prellenkirchen. Es ist eine bewegte Barockfigur aus dem 18. Jahrhundert auf einem Steinsockel. | BDA-Hist.: Q38058826 Status: Bescheid Stand der BDA-Liste: 2025-06-30 Name: Bildstock, Maria Immaculata GstNr.: 1309/2 Maria Immaculata (Pama) |
| ja   | Datei hochladen | Kath. Pfarrkirche Zu Allen Heiligen HERIS-ID: 10141 Objekt-ID: 6194 | Hauptplatz 5, bei Standort KG: Pama          | Kirche ist im Kern romanisch mit Wehrturm. Immer wieder Veränderungen, Hauptaltar von 1805.                                           | BDA-Hist.: Q14912737 Status: § 2a Stand der BDA-Liste: 2025-06-30 Name: Kath. Pfarrkirche Zu Allen Heiligen GstNr.: 253, 254 Pfarrkirche Pama  |
| ja   | Datei hochladen | Friedhofsportal HERIS-ID: 10142 Objekt-ID: 6195                     | Hauptplatz 5, bei Standort KG: Pama          | Barockes Friedhofsportal mit Aufsatz und Zinnen aus dem 18. Jahrhundert                                                               | BDA-Hist.: Q63986470 Status: § 2a Stand der BDA-Liste: 2025-06-30 Name: Friedhofsportal GstNr.: 253, 254 Friedhofsportal (Pama)                |
| ja   | Datei hochladen | Bildstock, Weißes Kreuz HERIS-ID: 10144 Objekt-ID: 6197             | Standort KG: Pama                            | Befindet sich am Fußweg aus dem Ort Richtung Norden. Es ist ein barocker Pfeiler mit Nische.                                          | BDA-Hist.: Q38058881 Status: Bescheid Stand der BDA-Liste: 2025-06-30 Name: Bildstock, Weißes Kreuz GstNr.: 415 Weißes Kreuz (Pama)            |